# Heinrich Stahmer

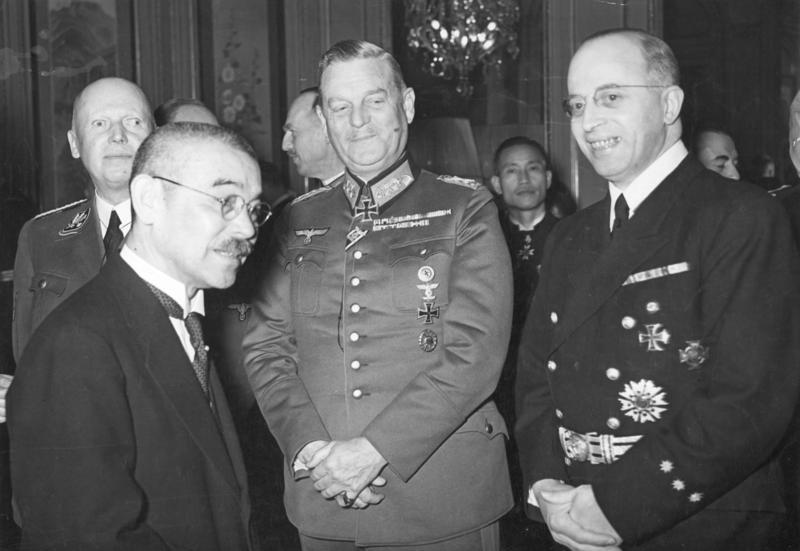
Stahmer (derecha) durante la visita que hizo a Berlín en marzo de 1941 el ministro de Asuntos Exteriores japonés Yosuke Matsuoka (izquierda). En el centro el general Wilhelm Keitel.

Heinrich Georg Stahmer (Hamburgo, 3 de mayo de 1892 – Vaduz, 13 de junio de 1978) fue un diplomático alemán. Fue embajador de la Alemania nazi ante la China de Nankín y Japón, y tuvo un papel relevante durante las negociaciones del Pacto Tripartito.

## Biografía
Llegó a participar en la Primera Guerra Mundial. Economista de formación, fue ayudante del ministro de Asuntos Exteriores Joachim von Ribbentrop. Formó parte de la oficina del ministro, en la que fue jefe de la sección del Lejano Oriente.
El 7 de septiembre de 1940 fue enviado a Tokio para negociar una alianza con el gobierno japonés del príncipe Fumimaro Konoe. Actuando como emisario personal de Ribbentrop, negoció con el ministro de asuntos exteriores Yosuke Matsuoka los términos de dicha alianza; el 9 de septiembre ambos dignatarios mantuvieron una reunión en la vivienda privada de Matsuoka. Durante dicho encuentro se decidió formalizar un pacto de alianza entre ambos. Con cierta facilidad, Stahmer logró un importante éxito al sentar las bases del llamado Pacto Tripartito que Alemania, Italia y Japón firmaron en Berlín en septiembre de 1940.
En 1941 pasó a desempeñar el puesto de embajador alemán ante el gobierno títere chino de Wang Jingwei —el llamado gobierno de Nankín— que los japoneses habían establecido. En enero de 1943 asumió el cargo de embajador en Japón, en sustitución del general Eugen Ott —que había caído en desgracia a raíz del caso Sorge—. Cuando se produjo la rendición de Alemania en mayo de 1945, Japón rompió las relaciones diplomáticas y Stahmer fue recluido en un hotel hasta que en septiembre, tras la rendición japonesa, pasó a quedar bajo jurisdicción de las autoridades norteamericanas de ocupación. Estas lo enviaron a la prisión de Sugamo, donde permaneció varios años hasta que en 1947 lo enviaron a Alemania, donde permaneció internado hasta septiembre de 1948.
Tras su liberación, se dedicó a los negocios con empresas japonesas. Falleció en 1978, en Vaduz.

## Obras
- —— (1952). Japans Niederlage - Asiens Sieg: Aufstieg eines Grösseren Ostasien, Bielefeld: Deutscher Heimat-Verlag.[9]